# Radu Malfatti
Radu Malfatti (Innsbruck, 16 december 1943) is een Oostenrijkse jazztrombonist van de freejazz en geïmproviseerde muziek, die steeds actiever wordt als componist.

## Biografie
Malfatti ging van 1965 tot 1970 naar de Universität für Musik und darstellende Kunst Graz, waar hij trombone studeerde bij Eje Thelin. Tussen 1970 en 1972 woonde hij in Aken en Amsterdam en werkte hij samen met Paul Lovens, Peter Kowald, Arjen Gorter en Paul Rutherford. In 1972 verhuisde hij naar Londen, waar hij vooral bekend werd met Chris McGregors Brotherhood of Breath, maar hij was ook co-leader van Nicra (met Nick Evans) en speelde en nam op met Elton Deans Ninesense, maar ook in een duo met Harry Miller. Hij improviseerde met Derek Bailey, Evan Parker, Paul Lytton, John Stevens, Trevor Watts, Phil Wachsmann en Hugh Davies. Vanaf 1976 woonde hij in Zürich en Florence en speelde hij met Stephan Wittwer, Irène Schweizer, Pierre Favre, Tristan Honsinger, Sean Bergin en Roscoe Mitchell. In 1978 verhuisde hij terug naar Amsterdam om te werken met Misha Mengelberg, Fred Van Hove, Maarten Altena, Tony Oxley en Ulrich Gumpert.
Na Barre Phillips was Miller de tweede jazzbassist die een solo-album opnam (Children at Play). Hij had zijn eigen band Isipingo en speelde met de leden Keith Tippett en Louis Moholo, maar ook met Stan Tracey en met Elton Deans all-star band Ninesense.
Samen met zijn vrouw Hazel Miller richtte hij de platenmaatschappij Ogun Records op en hielp hij de Lambeth New Music Society op te richten, die op dinsdag de Grass Roots Club leidde. Vanwege de geringe economische mogelijkheden in die tijd werkte hij begin jaren 1980 regelmatig in Nederland (o.a. met Willem Breuker en met de voormalige Breuker-pianist Leo Cuypers), maar hij speelde ook in een zeer energiek trio met Peter Brötzmann en Moholo en in een duo met Radu Malfatti. Miller kwam om het leven bij een auto-ongeluk tijdens een zware storm in Nederland.
Sommige van zijn composities (bijv. Lost Opportunities, Mofolo) worden vandaag de dag nog steeds gespeeld door bevriende musici.

## Discografie

### Als leader
- 1973: Balance met Balance (Incus)
- 1976: Thrumblin met Stephan Wittwer (FMP)
- 1978: Und? met Stephan Wittwer (FMP)
- 1978: Bracknell Breakdown met Harry Miller (Ogun)
- 1980: Humanimal met Jerry Chardonnens (Hat Hut)
- 1981: Blek met M.L.A. Blek (FMP)
- 1981: Ach Was!? met Ulrich Gumpert, Tony Oxley (FMP)
- 1981: Zwecknagel met Harry Miller (FMP)
- 1983: Formu (Nato)
- 1992: Ohrkiste (ITM)
- 1997: Radu Malfatti (Wandelweiser)
- 2001: Dach met Durrant/Lehn (Erstwhile)
- 2006: Going Fragile (Formed)
- 2007: Zeitschatten (B-Boim)
- 2007: Das Pelzige M (B-Boim)
- 2007: Three Backgrounds met Frey/Pisaro (B-Boim)
- 2007: Hoffinger Nonett (B-Boim)
- 2007: Nonostante II (B-Boim)
- 2007: Hoffingerquartett (B-Boim)
- 2007: Friedrichshofquartett (B-Boim)
- 2007: Dusseldorf Oktett (B-Boim)
- 2007: Raum Zeit I (B-Boim)
- 2008: Kid Ailack 5 (B-Boim)
- 2008: Dusseldorf Vielfaches (B-Boim)
- 2008: Claude Lorrain 1 (B-Boim)
- 2009: Imaoto met Klaus Filip (Erstwhile)
- 2009: Goat Vs Donkey met Taku Unami (Taumaturgia)
- 2010: Himmelgeister 19 (B-Boim)
- 2010: Cafe Oto 1 (B-Boim)
- 2012: Darenootodesuka (B-Boim)
- 2012: Untitled ,et Taku Unami (Erstwhile)
- 2014: Ruten (B-Boim)
- 2014: II met Jurg Frey (Erstwhile)
- 2015: One Man and a Fly (Cathnor)

### Als sideman
Met Elton Dean
- 1977: Happy Daze (Ogun)
- 2003: Live at the BBC (Hux)
- 2011: Ninesense Suite (Jazzwerkstatt)
- 2012: The 100 Club Concert 1979 (Reel)

Met Barry Guy & London Jazz Composers' Orchestra
- 1988: Zurich Concerts (Intakt)
- 1989: Harmos (Intakt)
- 1990: Double Trouble (Intakt)
- 1992: Theoria (Intakt)
- 1994: Portraits (Intakt)
- 2005: Study II & Stringer (Intakt)

Met Chris McGregor
- 1974: Live at Willisau (Ogun)
- 1978: Procession (Ogun)
- 1981: Yes Please (In and Out)
- 2004: Bremen to Bridgwater (Cuneiform)

Met Burkhard Stangl
- 1996: Ereignislose Musik Loose Music (Random Acoustics)
- 2000: Venusmond Oper Als Topos (Quell)
- 2011: Hommage a Moi (Loewenhertz)

Met anderen
- 1978: Louis Moholo, Spirits Rejoice! (Ogun)
- 1979: Soft Heap, Soft Heap (Charly)
- 1981: Joe McPhee, Topology (Hat Hut)
- 1987: Sven-Ake Johansson, Sven-Ake Johansson Mit Dem NMUI Im SO 36 '79 (FMP)
- 1991: Franz Koglmann, The Use of Memory (hat ART)
- 1991: Steve Lacy, Itinerary (hat ART)
- 1995: Polwechsel, Polwechsel (Random Acoustics)
- 1996: Gary Windo, His Master's Bones (Cuneiform)
- 2006: Andrea Centazzo, Doctor Faustus (Ictus)
- 2006: Louis Moholo, Bra Louis Bra Tebs & Spirits Rejoice! (Ogun)
- 2008: Malcolm Goldstein, A Sounding of Sources (New World)
- 2012: Joe McPhee, The Loneliest Woman (Corbett vs Dempsey)
- 2013: Antoine Beuger, Cantor Quartets (Another Timbre)
- 2014: Taku Sugimoto, Quartet & Octet Slubmusic (Tengu)
- 2019: Michael Pisaro, Nature Denatured and Found Again (Gravity Wave)

- Bibliothèque nationale de France: cb14202395w (data)
- Gemeinsame Normdatei: 134740750
- International Standard Name Identifier: 0000 0000 6158 299X
- Library of Congress Control Number: no98002323
- MusicBrainz: 2ad6a9a6-08a8-4a3a-ab9d-d03cd8e78fc7
- Système universitaire de documentation: 156256916
- Virtual International Authority File: 24211253